# Diisotridecylphthalat
Diisotridecylphthalat ist eine chemische Verbindung aus der Gruppe der Phthalsäureester.

## Eigenschaften
Diisotridecylphthalat ist eine brennbare, schwer entzündbare, gelbliche Flüssigkeit, die praktisch unlöslich in Wasser ist. Sie zersetzt sich bei Erhitzung über 330 °C. Die Verbindung ist im REACH-Registrierungsdossier als UVCB-Stoff (Chemical Substances of Unknown or Variable Composition) eingestuft.

## Verwendung
Diisotridecylphthalat wird in Schmiermitteln, Klebstoffen, Beschichtungen, Kabeln und bei der Verarbeitung von Polymeren verwendet. Es dient als Weichmacher in PVC (zum Beispiel für hitzeresistente Kabel).

## Externe Links zu erwähnten Verbindungen
1. ↑  Externe Identifikatoren von bzw. Datenbank-Links zu Diisotridecylphthalat:  CAS-Nr.: 36901-61-8, PubChem: 161559, Wikidata: Q81981376.